# Deng Mayot
Deng Mayot Mabior (Juba, Sudán del Sur, 15 de abril de 1997) es un jugador de baloncesto de Sudán del Sur. Juega de pívot y su actual equipo es el Bàsquet Manresa de la Liga ACB de España.

## Carrera deportiva
El joven pívot llegó a la cantera del Bàsquet Manresa en 2014, procedente desde Sudán del Sur. A su temprana edad ya alcanzaba los 214 centímetros de altura.
En la temporada 2015-16, forma parte del BC Martorell de la liga EBA y debuta en Liga ACB con el primer equipo del Bàsquet Manresa.
Mayot debutaría con 18 años y 2.18 m., siendo el primer jugador de su país que debuta en la Liga ACB, entrando en un selecto club que han participado en ACB midiendo 218 centímetros o más.

## Trayectoria
| Equipo          | Liga            | Temporada       |
| --------------- | --------------- | --------------- |
| BC Martorell    | Liga EBA España | 2015-Actualidad |
| Bàsquet Manresa | ACB España      | 2015-Actualidad |